# Köldskada
Köldskada  eller förfrysningsskada, är ett tillstånd där huden och andra vävnader skadas på grund av kyla. Köldskador kan ibland uppstå i samband med hypotermi. 
När kroppsvävnaden har för låg temperatur uppstår lokala vävnadsskador. En vanlig orsak är nedkylning under noll grader så att is bildas i vattnet i kroppen.  Detta ger störd salt- och vätskebalans med celldöd som följd, så kallade frostskador.[förklaring behövs] Förfrysning drabbar oftast kroppsdelar långt ut, som fingrar och tår. Även näsan blir förhållandevis ofta förfrusen.
Användandet av betablockerare eller förekomsten av diabetes ökar risken för köldskador.

## Symptom
Köldskador börjar med att huden blir vit, vaxartad och konsistensökad tillsammans med brännande och/eller stickande känslor, delvis eller totalt känslobortfall och ibland smärta. Obehandlad köldskadad hud efter uppvärmning svullnar och utvecklar blåsor som kan vara fyllda med klar eller mörk vätska, det senare är ett tecken på en allvarligare skada, blåsorna uppkommer inom 24 timmar. Om skadan är djupare kommer huden att mörkna och dö och om hela kroppsdelen är drabbad på djupet kommer den i slutligen att falla av spontant efter några veckor om man inte amputerat den kirurgiskt.
Ytliga frostskador uppträder vid utskjutande oskyddade kroppsdelar som ytteröron och näsa, i ansiktshud eller kornea.
Djupa frostskador uppträder framförallt i extremiteterna. Drabbade hudområden blir rödblåfärgade och inflammerade. Förändringarna kan bli kroniska.

### Webbkällor
- Internetmedicin.se Köldskador